# Saint-Georges-des-Hurtières
Saint-Georges-des-Hurtières település Franciaországban, Savoie megyében. Lakosainak száma 409 fő (2022. január 1.). Saint-Georges-des-Hurtières Argentine, Montendry, Montgilbert, Le Pontet, Saint-Alban-d'Hurtières és Val-d’Arc községekkel határos.

## Népesség
A település népessége az elmúlt években az alábbi módon változott:
| Lakosok száma | 311  | 326  | 335  | 339  | 343  | 350  | 369  | 389  | 409  |
|               | 2013 | 2015 | 2016 | 2017 | 2018 | 2019 | 2020 | 2021 | 2022 |